# Pierre Papon
Pour les articles homonymes, voir Papon.
Pierre Papon, né le 11 février 1939, est un physicien français, spécialiste de physique thermique, ingénieur ESPCI et professeur émérite à l'ESPCI ParisTech.

## Biographie
Pierre Papon est ingénieur (77e promotion) puis professeur à l'École supérieure de physique et de chimie industrielles de la ville de Paris en 1972. Il a également été directeur général du CNRS de 1982 à 1986 et président directeur général de l'Institut français de recherche pour l'exploitation de la mer (IFREMER) de 1989 à 1995. Il est président d’honneur de l'Observatoire des sciences et des techniques, membre du conseil d'administration et du conseil scientifique de la Fondation Res Publica et vice-président depuis 2007 du Conseil d’administration de la Fondation Maison des sciences de l’homme à Paris (FMSH).  Spécialiste des questions d’énergie, il est commissaire scientifique (avec Daniel Clément) de l’exposition « Energie » à la Cité des sciences et de l’industrie (Universcience).

## Publications
- Thermodynamique des états de la matière - éditions Hermann (1990)
- Les logiques du futur -Aubier Montaigne (1992)
- Le Sixième Continent, géopolitique des océans - éditions Odile Jacob (1996)
- La République a-t-elle besoin de savants ?, avec Philippe Lazar et Michel Dodet - aux Presses universitaires de France (1998)  (ISBN 2130493548).
- La Matière dans tous ses états - éditions Fayard (2001)
- Physique des transitions de phases - éditions Dunod (2002)
- Le Temps des ruptures - éditions Fayard (2004)
- L'Énergie à l'heure des choix - éditions Belin (2007)
- Vers une énergie durable (avec Daniel Clément) - éditions Le Pommier (2010)
- 2050 : quelles énergies pour nos enfants ? - éditions Le Pommier (2017)
- La démocratie a-t-elle besoin de la science ? - CNRS éditions (2020)
- Pierre Papon, « La politique européenne du CNRS dans les années 1980 », Histoire de la recherche contemporaine, vol. I, no 1,‎ 2012 (ISSN 1298-9800, e-ISSN 2265-786X, lire en ligne, consulté le 18 mai 2024)
- Pierre Papon et Arnold Migus, « L’aventure européenne du CNRS. Un bilan, des perspectives… », Histoire de la recherche contemporaine, vol. I, no 1,‎ 2012 (ISSN 1298-9800, e-ISSN 2265-786X, lire en ligne, consulté le 18 mai 2024)